# Compluvium
Complūvium (latin) var en ejendommelig, oprindeligt etruskisk del af de fleste romerske privathuse i antikken, en rektangulær eller sjældnere kvadratisk åbning i taget, midt over atriet, som derigennem fik lys og luft.
I Pompeji er det, hvor tagstolen er hængende, sædvanlig 2,5-3 m langt, 1,8-2,6 m bredt, undertiden mindre. Hvor tagkonstruktionen understøttes af fire eller flere søjler, kan det nå 3,6 gange 5,2 m, i det korinthiske hus endnu mere.
Taget sænkede sig fra siderne indefter mod compluviet, hvorfor der under dette fandtes et bassin til at opsamle regnvandet, impluvium, som kunne have springvand.
Randen af compluviet kunne være udsmykket på forskellig måde, og ikke sjældent var det indrettet til at kunne overdækkes med et sejl, sjældnere med et gitter mod tyve.